# Henry Travers

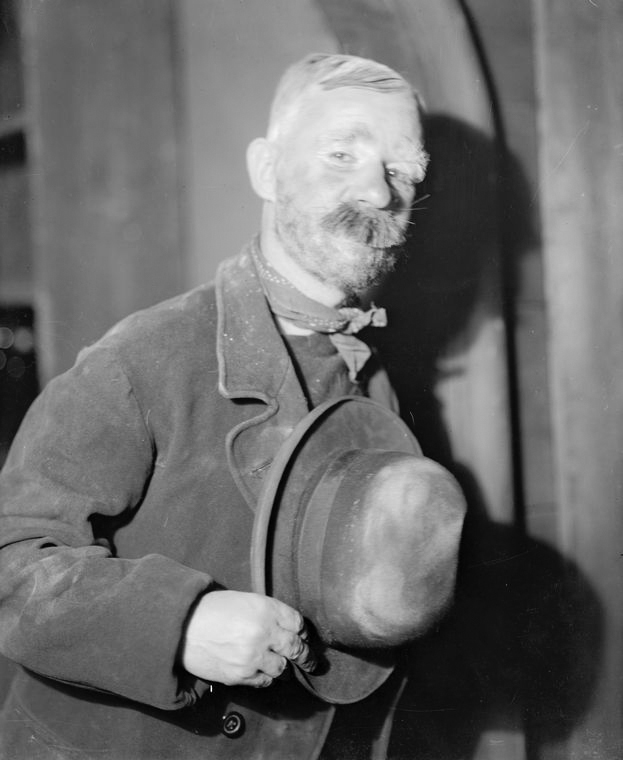
Henry Travers in einer Bühnenrolle (1920)

Henry Travers (eigentlich Travers John Heagerty; * 5. März 1874 in Prudhoe, Northumberland; † 18. Oktober 1965 in Hollywood, Kalifornien) war ein britischer Film- und Theaterschauspieler. Als Charakterdarsteller verkörperte er vor allem leicht kauzige, aber gutmütige ältere Herren. Seine wohl bekannteste Rolle ist die des Schutzengels Clarence in Ist das Leben nicht schön?

## Leben und Karriere
Travers John Heagerty wurde im nordenglischen Städtchen Prudhoe geboren, wuchs aber größtenteils in Berwick-upon-Tweed auf. Der Sohn eines irischen Arztes absolvierte zunächst eine Ausbildung zum Architekten. Er wechselte 1894 zur Schauspielerei und nahm dabei den Künstlernamen Henry Travers an. Schon in jungen Jahren übernahm er Charakterrollen, die meist deutlich älter als er selbst waren. In seinem Heimatland brachte Travers es zu einer langen und erfolgreichen Bühnenkarriere. 1917 wanderte Travers in die Vereinigten Staaten aus, nachdem er in den USA schon im Jahr 1901 am Broadway in New York auf der Bühne gestanden hatte. Zwischen November 1917 und Dezember 1938 spielte er am Broadway in über 30 Bühnenstücken, wobei erst sein letztes Stück, You Can’t Take It with You, sein erfolgreichstes werden sollte. Es wurde über einen Zeitraum von zwei Jahren rund 830-mal zur Aufführung gebracht und von Frank Capra mit dem Film Lebenskünstler (1938) erfolgreich für die Leinwand adaptiert, wobei Lionel Barrymore Travers’ Rolle übernahm.
Wie viele andere Theaterschauspieler drehte Travers mit Beginn des Tonfilms seine ersten Filme. Seinen ersten Auftritt hatte er 1933 mit einer Nebenrolle im Liebesdrama Rendez-vous in Wien von Sidney Franklin. Noch im selben Jahr spielte er im Horrorklassiker Der Unsichtbare den Vater von Gloria Stuart. Travers spezialisierte sich in seinen Filmen auf die Verkörperung von leicht verschrobenen oder verwirrten, aber gutmütigen und liebenswürdigen älteren Herren. Mehrmals in seiner Filmkarriere spielte er in größeren Nebenrollen Ärzte, Richter und Väter der Hauptfiguren. Er war unter anderem in den erfolgreichen Filmen Gefundene Jahre mit Greer Garson und Die Glocken von St. Marien neben Bing Crosby und Ingrid Bergman zu sehen. In Alfred Hitchcocks Spielfilm Im Schatten des Zweifels verkörperte er 1943 als Comic Relief einen Bankangestellten mit einer Vorliebe für Mystery-Magazine. 
In die Kriegsjahre fällt auch die Rolle des britischen Bahnhofvorstehers Mr. Ballard in William Wylers Mrs. Miniver, der als passionierter Blumenzüchter endlich den Rosen-Schönheitswettbewerb seines Heimatortes gewinnt, kurz bevor er bei einem Bombenangriff getötet wird. Für diesen Auftritt erhielt Travers 1943 eine Nominierung für den Oscar in der Kategorie Bester Nebendarsteller. Seine vermutlich berühmteste Rolle hatte Henry Travers allerdings neben James Stewart in Frank Capras Ist das Leben nicht schön? (1946). Hier spielte er den kauzigen Schutzengel Clarence, der Stewarts Hauptfigur vor einem Selbstmord bewahrt und ihm aufzeigt, wie schön sein Leben tatsächlich ist. Der Film war bei seiner Veröffentlichung ein finanzieller Misserfolg, gilt aber heute als einer der größten Weihnachtsklassiker. Ist das Leben nicht schön? gehörte bereits zu Travers’ letzten Filmen, da er sich 1949 mit der Komödie Venus am Strand nach 52 Filmen aus dem Showgeschäft zurückzog. 
Seine erste Ehe mit Amy Forrest-Rhodes (1881–1954) währte bis zu deren Tod. Später heiratete er die Krankenschwester Ann G. Morse (1899–1983), die Ehe hatte bis zu seinem Tod Bestand. Nach vielen Jahren im Ruhestand verstarb Travers 1965 im Alter von 91 Jahren an Arteriosklerose. Er wurde im Forest Lawn Memorial Park in Glendale neben seiner zweiten Frau Ann begraben.

## Filmografie
- 1933: Rendez-vous in Wien (Reunion in Vienna)
- 1933: Die Schule der Liebe (My Weakness)
- 1933: Another Language
- 1933: Der Unsichtbare (The Invisible Man)
- 1934: Ready for Love
- 1934: The Party’s Over
- 1934: Die schwarze Majestät (Death Takes a Holiday)
- 1934: Burn To Be Bad
- 1935: Maybe It’s Love
- 1935: Seven Keys to Baldpate
- 1935: Four Hours to Kill
- 1935: Captain Hurricane
- 1935: Nach Büroschluss (After Office Hours)
- 1935: Seitensprung (Escapede)
- 1935: Persuit
- 1936: Too Many Parents
- 1938: Drei Schwestern aus Montana (The Sisters)
- 1939: You Can’t Get Away with Murder
- 1939: Herr des wilden Westens (Dodge City)
- 1939: Opfer einer großen Liebe (Dark Victory)
- 1939: Stanley und Livingstone (Stanley and Livingstone)
- 1939: On Borrowed Time
- 1939: Remember?
- 1939: Nacht über Indien (The Rains Came)
- 1940: Primrose Path
- 1940: Der große Edison (Edison, the Man)
- 1940: Annie of Windy Pomplars
- 1940: Wyoming
- 1941: I’ll Wait for You
- 1941: The Bad Man
- 1941: Entscheidung in der Sierra (High Sierra)
- 1941: A Girl, a Guy and a Gob
- 1941: Die merkwürdige Zähmung der Gangsterbraut Sugarpuss (Ball of Fire)
- 1942: Mrs. Miniver (Mrs. Miniver)
- 1942: Pierre of the Planes
- 1942: Gefundene Jahre (Random Harvest)
- 1943: Madame Curie
- 1943: The Moon Is Down
- 1943: Im Schatten des Zweifels (Shadow Of A Doubt)
- 1944: The Very Thought of You
- 1944: Drachensaat (Dragon Seed)
- 1944: None Shall Escape
- 1945: Flitterwochen zu dritt (Thrill of a Romance)
- 1945: The Naughty Nineties
- 1945: Die Glocken von St. Marien (The Bells of St. Mary’s)
- 1946: Gallant Journey
- 1946: Die Wildnis ruft (The Yearling)
- 1946: Ist das Leben nicht schön? (It’s A Wonderful Life)
- 1947: The Flame
- 1948: Beyond Glory
- 1949: Frau in Notwehr (The Accused)
- 1949: Venus am Strand (The Girl from Jones Beach)

## Auszeichnungen
- 1943: Oscar-Nominierung in der Kategorie Bester Nebendarsteller für Mrs. Miniver